# Junji Majima
Junji Majima (間島 淳司 Majima Junji?,  Nagoya, Prefectura de Aichi, Japón, 13 de mayo de 1978) es un actor de voz japonés, afiliado a I'm Enterprise. Algunos de sus papeles más destacados son el de Virus en Dramatical Murder, Kurusu Kimihito en Monster Musume no Iru Nichijō y Ryūji Takasu en Toradora!.

## Filmografía

### Anime
2002
- Midnight Horror School - Borocca

2003
- Scrapped Princess - Prince Forsythe
- Zoids: Fuzors - Blade

2004
- Monkey Turn - Takehiro Doguchi
- Kannazuki no Miko - Sōma Ōgami
- Uta∽Kata - Kōji (ep 3)
- Rozen Maiden - Yamamoto

2005
- MÄR - Mercury
- Canvas 2 ~Niji Iro no Sketch~ - Shouta Hashizume
- Gunparade Orchestra - Hiroshi Ishizuka
- Rozen Maiden: Träumend - Earl of the Great Egret (ep 10); Yamamoto

2006
- Wan Wan Serebu Soreyuke! Tetsunoshin - Hanzo
- Netherworld Battle Chronicle Disgaea - Seraph Lamington
- Pumpkin Scissors - Hans

2007
- Kyoshiro to Towa no Sora - Jin Ōgami
- Zombie-Loan - Yoshizumi
- Sky Girls - Rei Hizuki
- Goshūshō-sama Ninomiya-kun - Shungo Ninomiya
- Shugo Chara! - Yuu Nikaidou
- Kodomo no Jikan - Daisuke Aoki

2008
- Nogizaka Haruka no Himitsu - Shute Sutherland
- Toradora! - Ryūji Takasu
- Shugo Chara!! Doki— - Yū Nikaidō
- Inazuma Eleven - Teres Torue

2009
- Asura Cryin' - Shū Mahiwa
- Umi Monogatari ~Anata ga Ite Kureta Koto~ - Sam
- Sora no Manimani - Takeyasu Roma
- Asura Cryin' 2 - Shū Mahiwa
- Nogizaka Haruka no Himitsu: Purezza - Shute Sutherland

2010
- Mayoi Neko Overrun! - Daigorō Kōya
- Nurarihyon no Mago - Karasu Tengu
- Ore no Imōto ga Konna ni Kawaii Wake ga Nai - Kōhei Akagi
- Fairy Tail - Racer

2011
- Kore wa Zombie Desu ka? - Ayumu Aikawa
- Hanasaku Iroha - Tōru Miyagishi
- Aria the Scarlet Ammo - Kinji Tohyama
- Nurarihyon no Mago Sennen Makyou - Karasu Tengu

2012
- Papa no Iu Koto o Kikinasai! - Shuntarō Sako
- Kore wa Zombie Desu ka? of the Dead - Ayumu Aikawa
- Kuromajo-san ga Toru!! - Mr. Matsuoka
- Suki-tte ii na yo - Masashi Tachikawa

2013
- Nagi no Asukara - Itaru Shiodome

2014
- Akame ga Kill! - Run
- Saikin, Imōto no Yōsu ga Chotto Okaishiin Da Ga. - Yūya Kanzaki
- Isshuukan Friends - Jun Inoue
- Hitsugi no Chaika - Toru Acura

2015
- Young Black Jack - Tano
- Monster Musume no Iru Nichijō - Kurusu Kimihito
- Assasination Classroom - Ryuonosuke chiba

2016
- Shūmatsu no Izetta - Tobias
- Drifters - Shara

2017
- ACCA: 13-ku Kansatsu-ka - Harrier (ep 10)[1]
- Kyōkai no Rinne 3 - Suguru Egawa (ep 52)

2019
- Beastars || Legoshi || [2][3]

|-
2020
- Ishuzoku Reviewers - Stunk

### OVA
- Kodomo no Jikan Nigakki - Daisuke Aoki
- Kodomo no Jikan: Anata ga Watashi ni Kureta Mono - Daisuke Aoki
- Memories Off - Shin Inaho
- Memories Off 2nd - Shin Inaho
- Memories Off 3.5 - Omoide no Kanata e Shin Inaho
- Nana to Kaoru - Kaoru Sugimura
- Utawarerumono - Gomuta
- Papa no Iu Koto o Kikinasai! - Shuntarō Sako
- Eroge! H mo Game mo Kaihatsu Zanmai - Mochizuki Tomoya
- Kagaku na Yatsura - Haruki Komaba

### Drama CD
- Kannazuki no Miko: Kimi no Mau Butai - Souma Oogami
- Otaku no Musume-san - Nitta Chihiro (Nicchi-senpai)
- Utawareru Mono Original Drama: Tuskuru no Nairan - Kimamaw
- Yandere Kanojo - Tanaka Manabu

### Juegos
- Akiba's Trip - Nobu-kun
- Cross Edge - Prinny
- Dengeki Gakuen: Cross of Venus - Ryuuji Takasu
- Disgaea 2 - Prinny and Shura -n
- Disgaea: Hour of Darkness - Prinny and Seraph Lamington
- Fire Emblem: Path of Radiance, Fire Emblem: Radiant Dawn - Black Knight
- Fire Emblem: Radiant Dawn - Zelgius
- Genji: Dawn of the Samurai - Saburouta
- Granado Espada - Gavin
- Inazuma Eleven 3 Sekai e no Chousen - Teres Torue
- Memories Off series -  - Shin Inaho (He has also voiced several other characters that appeared in the same series, not only Shin)
- Phantom Brave - Raphael
- Samurai Spirits Tenkaichi Kenkyakuden - Galford D. Weller, Sogetsu Kazama, and Shiro Tokisada Amakusa
- Super Smash Bros. Melee - Roy
- Super Smash Bros. for Nintendo 3DS & Wii U - Roy
- Super Smash Bros. Ultimate - Roy
- Tori no Hoshi ~Aerial Planet~ - Prinny
- Trinity Universe - Prinny
- Gokuraku Parodius - Pentarou, Nohusuky III

### Novelas visuales
Under Kiya Sugi (須賀 紀哉 Sugi Kiya?) name.
- AliveZ - Mukuro Kanza
- eden* PLUS+MOSAIC - Ryō Haruna
- Secret Game CODE: Revise - Shuhei Fujita
- Sugar Coat Freaks - Gino Gransyrto Ruritania
- Pastel Chime Continue - Huge Baret
  - Pascha C++ - Huge Baret
- Full Ani - Yū Morozumi

### Doblaje
- Bastof Lemon (Korean Animation) - Fake
- Hot Wheels AcceleRacers - (Kurt Wylde)
- Hot Wheels World Race  - (Kurt Wylde)
- Harvey Beaks  - Rooter

## Otras apariciones

### Radio
- RADIO Kannazuki (RADIO神無月?)
- RADIO Kyōshirō (RADIO京四郎?) (30 de agosto de 2006 — presente)
- ToradoRadio! (とらドラジオ!?)